# 채스케이 스펜서
채스케이 스펜서(영어: Chaske Spencer, 1979년 3월 9일 ~ )는 미국 원주민 혈통의 배우이다. 영화 트와일라잇 시리즈의 샘 울리 역으로 출연했다.

## 출연 작품

### 영화
- 뉴문 (2009)
  - 이클립스 (2010)
  - 브레이킹 던 part 1 (2011)
  - 브레이킹 던 part 2 (2012)
- Shouting Secrets (2011)
- Winter in the Blood (2013)
- The Hero Pose (2014) - 단편
- 데저트 캐시드럴 (2014, Desert Cathedral)
- 우먼 워크스 어헤드 (2017)
- 로스트 인 마운틴 (2017)
- 와일드 인디언 (2021, Wild Indian)

### 텔레비전
- Into the West (2005)
- Up Close with Carrie Keagan (2009) - 본인
- 지미 키멀 라이브! (2010) - 본인